# Демидов, Павел Григорьевич
Павел Григорьевич Демидов (29 декабря 1738 (9 января 1739) — 1 (13) июля 1821, село Леоново на Яузе) — учёный натуралист, действительный статский советник, меценат, основатель Ярославского училища высших наук. Внук Акинфия Никитича Демидова (1678—1745), сын Григория Акинфича (1715—1761).

## Образование
Начальное образование получил в Ревеле у профессора Адольфа Флориана Сигизмунди, изучил латинский и немецкий языки (1748—1751).
Продолжил образование в Германии в Гёттингенском университете (до мая 1755), изучал естественные науки и металлургию у Галлера, Иоганна Матиаса Геснера, Зегнера, Майера и других известных профессоров. Далее во Фрайбергской академии изучал металлургию у Гофмана, минералогию и химию у Геллерта, практически изучал добычу руды и плавильное дело в течение года.
Из Фрайберга Демидов отправился в шестилетнее путешествие по Западной Европе, изучал на местах способы разработки серебряных, железных и медных рудников. В Швеции он познакомился с Линнеем, лекции которого слушал в Уппсале. Там же он посещал лекции профессора Валерия по химии и минералогии.

## 1762—1802
1 (12) сентября 1761 года он вернулся в Россию. Через два месяца (3 ноября 1761 года) умер его отец, Г. А. Демидов. Павлу отошли Камбарский, Рождественский и Уткинский заводы, которые он передал в управление братьям, а потом и вовсе продал их (Демидовский временник. Исторический альманах. Кн. II. Екатеринбург, 2008. С. 241—243). Павел занимался наукой, продолжив изучение горнозаводского дела, и посетил в 1763 году Тулу, Петербург, Шлиссельбург и Старую Ладогу.

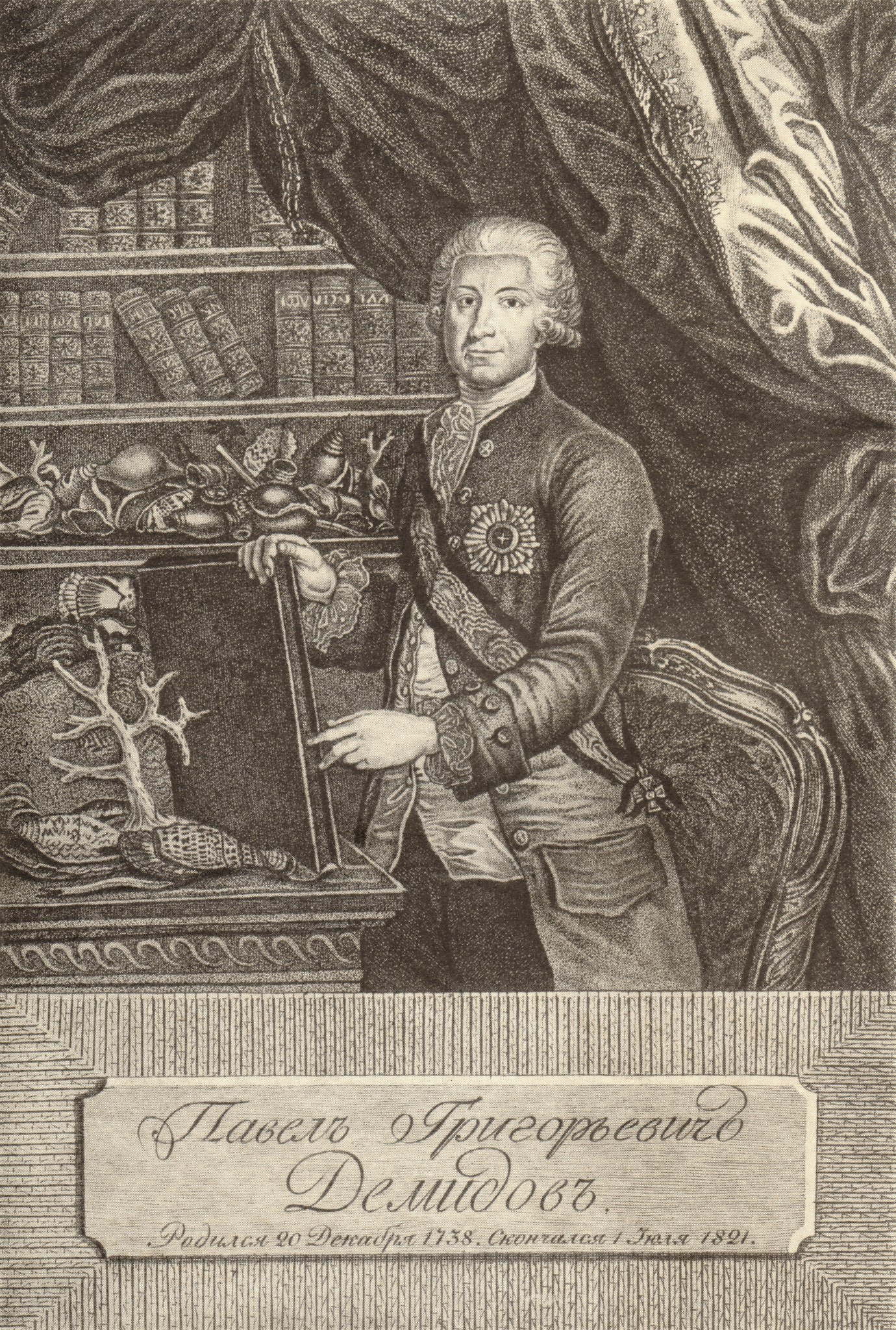
Портрет Павла Григорьевича Демидова, художник Алексей Петрович Грачев, XIX в.

В 1762 году Демидову был пожалован чин советника Берг-коллегии с формулировкой «за обширные познания в натуральной истории и минерологии».
В 1763 году женился на Анне Николаевне Сибирской (урождённая Глебова) (1725—1766).
В 1772 году П. Г. Демидов был избран в действительные члены «Вольного российского собрания» и в том же году отправился за границу для лечения, посетив при этом Германию, Францию и Голландию. Во время путешествий Демидов приобретал коллекции медалей, монет, в том числе собрание шведского нумизмата Э. Бреннера, и антиквариата. Особое внимание Павел Григорьевич уделял букинистике, собрав обширную коллекцию книг на латыни, немецком, французском и русском языках, а также древние рукописи.
В 1774 году Павел Григорьевич был вместе с братьями Александром и Петром «в разсуждении знания их в горных делах» назначен советников Берг-коллегии (Указ Екатерины II от 7 апреля 1774 года). Об указе Екатерина Великая писала Г. А. Потёмкину 21 апреля 1774 года следующее: «Тем, кому не нравится пожалованье господ Демидовых в советники Берг-коллегии, в которой части они, однако, знания имеют довольные и с пользой употреблены могут быть, в ответ можно сказать, что Сенат часто и откупщиков жалует по произволению своему в чины. И так, чаю и мне можно, по власти жаловать разорённых людей, от коих (порядочным управлением заводов) торговле и казённым доходам принесена немалая и долголетняя прибыль, и оне, чаю не хуже будут дурака генеральского господина Бильштейна, за которого весь город старался» (полный текст Указа от 7 апреля 1774 г. и выдержка из письма Екатерины II приведены в статье А. С. Черкасовой: Демидовский временник. Исторический альманах. Кн. II. Екатеринбург, 2008. С. 242—243).
После возвращения в Россию в 1773 году он находился в переписке с Бюффоном, Галлертом и особенно с Линнеем, которому он посылал описания некоторых интересовавших шведского учёного животных. Эти описания Линней разместил в своей системе зоологии с выражением благодарности Демидову.

## Благотворительность

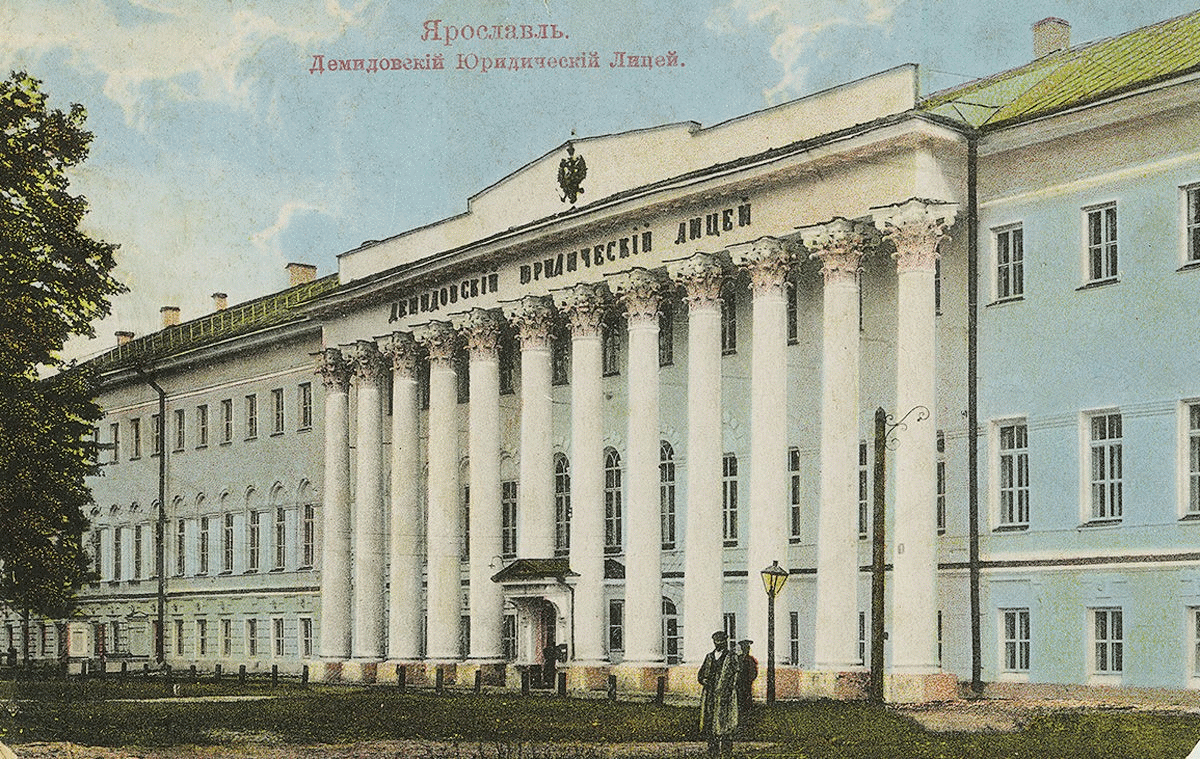
Здание Демидовского юридического лицея в Ярославле, разрушенное в 1918 г.

Когда в 1802 году был издан манифест об учреждении министерств, заключавший в себе, между прочим, призыв к пожертвованиям на дело образования в России, П. Г. Демидов одним из первых откликнулся на него. В 1803 году на пожертвованные им средства (3578 душ крестьян, что из расчёта 300 рублей на душу составляет 1 073 400 рублей, и 120 000 рублей деньгами) в Ярославле было основано Демидовское высших наук училище (впоследствии Демидовский юридический лицей), просуществовавшее в разных формах до 1924 года и носившее его имя до 1919 года. В этом же году П. Г. Демидов передал естественнонаучную коллекцию с библиотекой и капиталом в 100 000 руб. Московскому университету. В 1805 году он пожертвовал для предполагаемых университетов в Киеве и Тобольске по 50 000 р.; тобольский капитал к 1881 году возрос до 190 тысяч рублей и пошёл на учреждение Томского университета, в актовом зале которого был поставлен портрет П. Г. Демидова. В 1806 году он пожертвовал Московскому университету свой минц-кабинет, состоявший из нескольких тысяч монет и медалей, библиотеку и «натуральный кабинет». Также Демидов выделил 100 тысяч рублей Московскому университету. Часть процентов с этой суммы шла на содержание студентов, часть на оплату обучения лучших студентов за границей, также были учреждены 6 именных демидовских стипендий. На оставшуюся сумму содержалась кафедра натуральной истории «Демидовская кафедра».
Для Харьковского института благородных девиц было выделено 22 тысячи рублей, на которые было приобретено здание.

## Последние годы

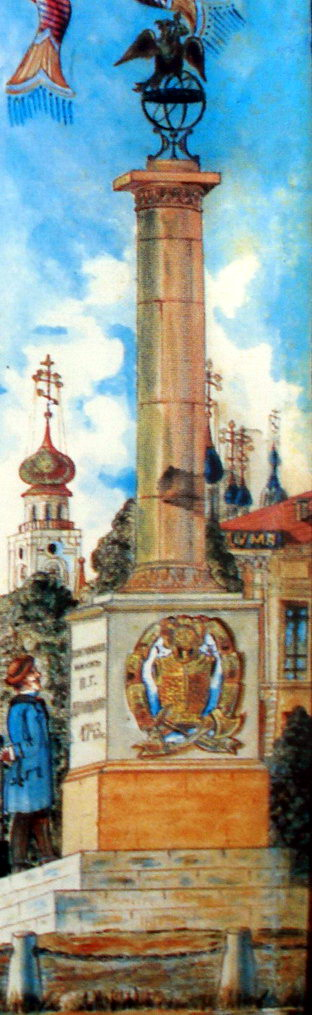
Демидовский столп (Ярославль)

Последние годы жизни П. Г. Демидов провёл в своём любимом имении Леонове, где скончался 1 (13) июля 1821 года в возрасте 82 лет; похоронен в московском Спасо-Андрониковом монастыре.

## Награды и память
6 (18) июня 1803 П. Г. Демидов был награждён орденом Св. Владимира первой степени и вскоре, в 1805 году, произведён в чин действительного статского советника.
В 1803 году на общем собрании Правительствующего Сената Демидову была вручена золотая медаль, на одной стороне которой был изображён его портрет, а на другой написано «За благотворение наукам».
В Ярославле ему поставлен памятник (Демидовский столп), открытый в 6 (18) марта 1829 г., разрушенный после революции и воссозданный в 2005 году.
Имя П. Г. Демидова с 1995 года носит Ярославский государственный университет, считающий себя преемником Демидовского высших наук училища.
Г. И. Фишер фон Вальдгейм назвал в честь Демидова вид галаго Галаго Демидова (Galago demidoff).